# Heinrich Gustav Reichenbach
Heinrich Gustav Reichenbach (Dresde 1823-1889) fue un ornitólogo, botánico, pteridólogo y conocido orquideólogo alemán del siglo XIX. Su padre Ludwig Reichenbach (autor de Icones Florae Germanicae et Helveticae) era un botánico muy conocido.

## Biografía
Comenzó su estudio de las orquídeas a la edad de 18. Alentó a su padre a continuar escribiendo los Icones. Se graduó como doctor en Botánica con su trabajo sobre el polen de las orquídeas (ver ‘Obras seleccionadas’).
Pronto después de su graduación, Reichenbach fue seleccionado para el puesto de catedrático de botánica en Leipzig en 1855. Después llegó a ser el director del jardín botánico de la Universidad de Hamburgo (1863-1889).
Mientras tanto miles de nuevas orquídeas descubiertas por todo el mundo eran mandadas hacia Europa. Fue el responsable de identificarlas, describirlas y clasificarlas. Nombró y catalogó muchos de estos nuevos descubrimientos. H.G. Reichenbach llegó a ser la autoridad mundial indiscutible en orquídeas, tras la muerte de su amigo, el "padre de la orquideología"John Lindley en 1865.
"Especímenes de orquídeas desde todo el mundo se le mandaron para su identificación, y estas, junto a las copiosas anotaciones y dibujos, forman un inmenso herbario que rivaliza con el de Lindley en Kew" (Reinikka, 'A history of the orchid', p. 215).
Su inmenso herbario y biblioteca fueron trasladados al 'Naturhistorisches Museum' en Viena, Austria (en vez de, como era de esperar, del Kew Gardens), bajo la condición de que no pudiera ser consultado durante los 25 años siguientes a su muerte. Probablemente actuó de esta manera por resentimiento de la elección de Robert Rolfe, aun autodidacta experto en orquídeas, como el máximo taxonomísta responsable en Kew. Esto dio como resultado un gran número de dobles o múltiples descripciones, las cuales han tenido que ser corregidas después de todo.
Después de la muerte de Reichenbach, su obra fue continuada por Friedrich Wilhelm Ludwig (“Fritz”) Kraenzlin (1847-1934).
En 1886 Frederick Sander patrocinó a Henry George Moon (1857-1905), pintor naturalista, para que pintara 192 láminas de acuarela de orquídeas con descripciones de Reichenbach (1888-1894). Este libro se conoce como el Reichenbachia y es uno de los mayores libros de láminas de ilustraciones de orquídeas que se haya hecho nunca.
En taxonomía su nombre generalmente está abreviado como Rchb f. (f = filius - hijo), mientras su padre está abreviado como Rchb.

## Honores

### Eponimia
Género
- Reichenbachanthus Barb.Rodr. 1881

Especies
- (Cyperaceae) Carex reichenbachiana H.Lév. & Vaniot
- Chondrorhyncha reichenbachiana Schltr. 1921
- Kefersteinia reichenbachiana
- Masdevallia reichenbachiana Endrés ex Rchb.f.
- Microstylis reichenbachiana Schltr. 1922
- (Lamiaceae) Nepeta reichenbachiana Fisch. & C.A.Mey.
- (Orchidaceae) Ophrys × reichenbachiana M.Schulze 1889
- (Orchidaceae) Phalaenopsis reichenbachiana Rchb.f. & Sander
- Pinguicula longifolia subsp. reichenbachiana
- (Lentibulariaceae) Pinguicula reichenbachiana Schindler 1908
- (Orchidaceae)  Restrepiopsis reichenbachiana (Endrés ex Rchb.f.) Luer 1981
- (Orchidaceae) Sievekingia reichenbachiana Rolfe 1898
- (Orchidaceae) Spiranthes reichenbachiana Garay & Dunst. 1966
- (Orchidaceae) Stanhopea reichenbachiana Roezl ex Rchb.f. 1879
- (Violaceae) Viola reichenbachiana Jord. ex Boreau 1857

## Obras seleccionadas
- REICHENBACH, H.G. De pollinis Orchidearum genesi ac structura et de Orchideis in artem ac systema redigendis. Commentatio quam ex auctoritate amplissimi philosophorum ordinis die mensis julii decimo hora decima MDCCCLII illustris ictorum ordinis concessu in auditorio juridico pro venia docendi impetranda publice defendet. Lipsiae, F. Hofmeister, 1852 (sobre el origen y estructura del polen de orquídeas)
- ----. Deutschlands Flora …. 13/14-22, 1850–1886
- ----. Beiträge zu einer Orchideenkunde Central-Amerika's. Hamburg, T.G. Meissner, 1866
- ---- & KRAENZLIN, W.L. Xenia Orchidacea. Beiträge zur Kenntniss der Orchideen. Leipzig, F.A. Brockhaus, 1858-1900. 3 volúmenes (uno de las obras más raras de orquídeas)
- ---- Otia botanica hamburgensia. 1878–1881